# Xmal Deutschland
Gli Xmal Deutschland, anche nelle grafie X-Mal Deutschland o X Mal Deutschland, sono stati un gruppo musicale gothic rock tedesco occidentale, fondato ad Amburgo nel 1980.

## Storia
Gli Xmal Deutschland vennero fondati nel 1980 ad Amburgo, in Germania Ovest, dalla cantante Anja Huwe, dalla chitarrista Manuela Rickers, dalla tastierista Fiona Sangster, dalla bassista Rita Simon e dalla batterista Caro May. Il loro primo singolo Großstadtindianer venne pubblicato un anno dopo dall'etichetta discografica ZickZack. In seguito presero parte alla compilation Lieber Zuviel Als Zuwenig, pubblicata dalla medesima etichetta. In questo periodo Rita Simon fu sostituita da Wolfgang Ellerbrock.
Nel 1982 il gruppo realizzò il singolo Incubus Succubus. Nello stesso anno la batterista Caro May lasciò la band per formare un nuovo gruppo venendo sostituita da Manuela Zwingmann. Il gruppo non riscosse grande successo in patria, ma con il Tour in Gran Bretagna dei Cocteau Twins, riuscirono ad approdare alla casa discografica indipendente 4AD, con cui pubblicarono il loro primo album di esordio Fetisch. Ne seguirono i singoli Qual e Incubus Succubus II nel 1983 che entrarono nelle classifiche indipendenti britanniche, nonostante i testi in lingua tedesca.
Manuela Zwingmann lasciò la band un anno dopo venendo sostituita da Peter Bellendir. Nel 1984 realizzarono il singolo Reigen e il secondo album Tocsin, il cui lancio venne affiancato da un tour mondiale nel 1985. Il seguente EP Sequenz era sostanzialmente il remake dell'EP The Peel Session registrato il 30 aprile 1985, ma pubblicato soltanto l'anno successivo. L'EP conteneva le canzoni Jahr Um Jahr II, Autumn e Polarlicht, fu omessa Der Wind, registrata comunque durante la Peel Session.
Nel 1986 aprirono un concerto degli Stranglers al Wembley Arena di Londra. Nel 1987, passati alla Xile/Phonogram, registrarono negli studi di Amburgo l'album Viva contenente molte canzoni in inglese, fra cui un poema di Emily Dickinson.
Dopo la realizzazione di Viva, Manuela Rickers, Fiona Sangster e Peter Bellendir lasciarono il gruppo. Anja Huwe e Wolfgang Ellerbrock continuarono a lavorare con Frank Z. degli Abwärts alla chitarra, Henry Staroste alle tastiere e Curt Cress alla batteria. Nel 1989 pubblicarono con la Metronome l'album Devils e i singoli Dreamhouse e I'll be near you.
Dopo queste uscite discografiche gli Xmal Deutschland proseguirono la loro attività fino al 1990 con brevi apparizioni dal vivo, dopodiché la formazione si sciolse definitivamente.

## Eventi postumi
Nel 2024 la Sacred Bones Records ristampa i singoli Schwarze Welt, originalmente uscito nel 1981, e Incubus Succubus, originalmente pubblicato nel 1982. Oltre a questi singoli, viene data alle stampe anche la prima raccolta del gruppo, un album antologico contenente i medesimi singoli pubblicati tra il 1981 e il 1982 per la ZickZack, più due tracce, tra cui una versione dal vivo dell'inedita Allein, Early Singles (1981-1982). Contestualmente a questo, viene pubblicato dalla stessa casa discografica anche il primo album solista della cantante del gruppo Anja Huwe, Codes, che inizialmente avrebbe dovuto intitolarsi The Codes Of The Wood, ma che è stato poi deciso di semplificare, ispirato ai diari di Moshe Shnitzki, che nel 1942, all'età di 17 anni, aveva deciso di abbandonare la sua casa per darsi alla macchia e diventare partigiano, vivendo nelle foreste della Russia Bianca. La cantante, che aveva abbandonato la carriera musicale in favore delle arti visive, ritorna a fare musica dopo 35 anni - l'ultima uscita discografica del gruppo risale al 1989 - convinta dall'amica Mona Mur. L'album, concepito durante la pandemia di COVID-19 da due musicisti doom metal e rielaborato dalla Huwe con l'aggiunta di testi propri, viene registrato dalla Huwe a Berlino, avvalendosi della collaborazione dalla Mur (chitarra), della ex Xmal Deutschland Manuela Rickers (chitarra) e dell'ingegnere del suono Jon Caffery.

## Formazione
- Anja Huwe - voce (1980-1989)
- Manuela Rickers - chitarra (1980-1987)
- Fiona Sangster - tastiere (1980-1987)
- Rita Simon - basso (1980-1981)
- Caro May - batteria (1980-1982)
- Wolfgang Ellerbrock - basso (1981-
- Manuela Zwingmann - batteria (1982-1983)
- Peter Bellendir - batteria (1983-1987)
- Frank Z. - chitarra (1987-1989)
- Henry Staroste - tastiere (1987-1989)
- Curt Cress - batteria (1987-1989)

## Discografia

### Album in studio
- 1983 - Fetisch
- 1984 - Tocsin
- 1987 - Viva
- 1989 - Devils

### Raccolte
- 2024 - Early Singles (1981-1982)

### EP
- 1985 - Sequenz
- 1986 - The Peel Sessions

### Singoli
- 1981 - Großstadtindianer
- 1981 - Schwarze Welt
- 1982 - Incubus Succubus
- 1983 - Qual
- 1983 - Incubus Succubus II
- 1984 - Reigen
- 1986 - Matador
- 1987 - Sickle Moon
- 1989 - Dreamhouse
- 1989 - I'll Be Near You

## Videografia

### Videoclip
- Matador, regia di Gerard de Thame (1986)